# Zelotes mazumbai
Zelotes mazumbai är en spindelart som beskrevs av FitzPatrick 2007. Zelotes mazumbai ingår i släktet Zelotes och familjen plattbuksspindlar.
Artens utbredningsområde är Tanzania. Inga underarter finns listade i Catalogue of Life.